# 新倉修
新倉 修（にいくら おさむ）は、日本の法学者・弁護士（東京弁護士会所属）。専門は刑事法。青山学院大学名誉教授。元民主主義科学者協会法律部会理事。NGO団体ヒューマンライツ・ナウ理事長。

## 略歴
早稲田大学大学院法学研究科博士後期課程中退。國學院大學法学部教授、青山学院大学法科大学院教授を歴任。日本国際法律家協会会長、国際民主法律家協会（IADL)執行委員なども務める。2003年には日本共産党の推薦で衆議院有事特別委員会の参考人質疑で意見陳述を行い、2007年12月20日には映画『カルラのリスト』公開記念イベントとして催された「国際社会で活躍したい！－いかに世界と関わるか－」のゲストとして、日本がICCへ加入するまでの経緯について解説を行うなど社会的な活動も活発に行っている。

## 著書
- 『刑法マテリアルズ―資料で学ぶ刑法総論』（共著）1995年、柏書房
- 『いま日本の法は―君たちはどう学ぶか（第3版）』（共著）2001年、日本評論社
- 『少年「犯罪」被害者と情報開示』2001年、現代人文社
- 『導入対話による刑法講義〈総論〉（第3版）』（共著）2006年、不磨書房